# Deutsch-Französischer Ministerrat
Der Deutsch-Französische Ministerrat (französisch Conseil des ministres franco-allemand) ist eine ursprünglich halbjährliche Zusammenkunft des deutschen Bundeskabinetts mit dem französischen Kabinett.

## Geschichte
Der Schaffung des gemeinsamen Ministerrates gingen einige Jahrzehnte der Deutsch-Französischen Freundschaft voraus, bei der sich die Staatsoberhäupter von Deutschland und Frankreich eng politisch abgestimmt haben. Schon die ersten Kooperationen zwischen Präsident Charles de Gaulle und Bundeskanzler Konrad Adenauer bei der Westintegration führten zur Fixierung im deutsch-französischen Freundschaftsvertrag von 1963, der regelmäßige Konsultationen in wichtigen Fragen der Außen-, Sicherheits-, Jugend- und Kulturpolitik sicherstellen sollte. Schon in diesem Élysée-Vertrag wurde die Schaffung des Deutsch-Französische Jugendwerk – DFJW (Office franco-allemand pour la jeunesse – OFAJ) als erste gemeinsame Institution beschlossen.
Dieser Kulturaustausch führt 1988 zur Gründung des Deutsch-Französischen Kulturrates – DFKR (Haut-Conseil culturel franco-allemand – HCCFA), der sich seitdem zweimal im Jahr trifft. Dies ist ein Meilenstein in den Beziehungen von Präsident François Mitterrand und Bundeskanzler Helmut Kohl, die sich seit 1984 entwickelte. Auch die Idee eines gemeinsamen bilingualen Fernsehsenders ARTE fällt in diese Zeit, der schließlich 1992 in Betrieb ging. Ebenfalls zum 22. Jubiläum des Élysée-Vertrages im Januar 1988 wurde die Schaffung des Deutsch-französischen Finanz- und Wirtschaftsrates – DFFWR (Conseil économique et financier franco-allemand – CEFFA) beschlossen, bei dem sich die Finanzminister der Länder viermal jährlich treffen, sowie die Schaffung des Deutsch-Französischen Verteidigungs- und Sicherheitsrates – DFVSR (Conseil franco-allemand de défense et de sécurité – CFADS), bei dem sich die Außenminister zweimal jährlich treffen. Dem folgte die Schaffung des Deutsch-Französischen Umweltrates (Conseil franco-allemand de l’environnement – CFAE) im Januar 1990, der mindestens einmal im Jahr tagt.
Die Zusammenarbeit der Staatsoberhäupter war gerade in der Zeit der Öffnung des Eisernen Vorhangs und der deutschen Wiedervereinigung 1989/1990 von entscheidender Bedeutung. Kohl und Mitterrand trafen sich etwa zehnmal im Jahr persönlich. Die Außenminister Hans-Dietrich Genscher und Roland Dumas pflegten in dieser Zeit, sich gegenseitig zum Abendessen zu besuchen. 2001 fragte dann Präsident Jacques Chirac, der sich bis dahin überhaupt nicht mit Bundeskanzler Gerhard Schröder verstand, seinen Außenminister Hubert Védrine, wie es zu so guten Beziehungen zu seinem Amtskollegen in Deutschland kommt – dieser verwies auf die Tradition der gemeinsamen Abendessen im Abstand von vier bis sechs Wochen. Noch im gleichen Jahr trafen sich die Staats- und Regierungschefs Frankreichs und Deutschlands sowie ihre Außenminister zu einem informellen Gespräch in Blaesheim. Diese Kooperation wird seitdem Blaesheim-Prozess genannt, bei der man sich auch ohne besondere Tagesordnung trifft. Der Ort selbst hat eine Vorgeschichte, weil sich hier Präsident Giscard d’Estaing und Bundeskanzler Helmut Schmidt im Lokal „Le Boeuf“ 1977 erstmals zu einem informellen Abendessen verabredet hatten.
Im Rahmen des Blaesheim-Prozesses ab 2001 wurden die weiteren Schritte deutsch-französischen Integration besprochen, die zum gemeinsamen Treffen des gesamten Regierungskabinettes 2003 führten. Der deutsch-französische Ministerrat ersetzt seit dem 40. Jahrestag der Unterzeichnung des Élysée-Vertrags am 22. Januar 2003 dann die bis dahin stattfindenden halbjährlichen Deutsch-französischen Gipfeltreffen.
Im Jahre 2013 fand aus Anlass des 50-jährigen Jubiläums des Elyseevertrages der 15. gemeinsame Deutsch-Französische Ministerrat am 22. Januar 2013 in Berlin zusammen mit einer gemeinsamen Parlamentssitzung des deutschen Bundestages und der französischen Nationalversammlung im Berliner Reichstag statt. Darauffolgend wurden die Integration auf Verwaltungsebene vertieft, und die Treffen zum gemeinsamen Ministerrat wechselten zu einem jährlichen Rhythmus. Die „Erklärung des Deutsch-Französischen Ministerrats anlässlich des 50. Jahrestags des Élysée-Vertrags“ verweist insbesondere auf eine Harmonisierung der Sozialmodelle, der Bildungsangebote, der Besteuerung und nennt MALE-Dronen als Teil der bilateralen militärischen Zusammenarbeit.
Beim Treffen 2017 wurde die Schaffung des Deutsch-Französischen Integrationsrates (DFIR / Conseil franco-allemand de l’intégration – CFAI / Deutsch-Französische Integrationsrat – DFIR) beschlossen. Dieser Ausschuss hat Aufgaben in der Folge der Migrationskrise 2015 und übernimmt die Weiterentwicklung der Deutsch-Französische Hochschule, die 2013 gegründet worden war. Darauf folgte 2018 die Erklärung von Meseburg, die eine gemeinsame Körperschaftssteuer fordert und bei der militärischen Forschung das Main Ground Combat System (MGCS) und das Next Generation Weapon System (NGWS) in einem Future Combat Air System (FCAS) benennt. Im Rahmen der Federführung von Airbus Defence and Space trat Spanien 2019 der Entwicklung des  NGWS/FCAS bis 2040 bei.
Beim Treffen 2019 wurde ein gemeinsamer Ansatz für disruptive Technologien vereinbart. Dies beinhaltet ein Forschungsnetzwerk für Künstliche Intelligenz der Agentur für Sprunginnovationen um die Schaffung des Europäischen Innovationsrates (EIC) zu unterstützen (vergleiche Horizont 2020 und die Diskussion um das unterfinanzierte Horizont Europa Projekt). Der bilaterale Vertrag von Aachen wurde bestätigt und eine zusätzliche Finanzierung für das gemeinsame Jugendwerk (DFJW / OFAJ) vereinbart. Das deutsch-französische MGCS Hauptbodenkampfsystem soll die Entwicklung des europäischen PESCO Projektes in der gemeinsamen Verteidigung unterstützen. Die Ziele von 2019 wurden 2021 bekräftigt und die Finanzierung für die weitere militärische und kulturelle Zusammenarbeit abgesichert. Zu den neuen Einrichtungen gehört der Deutsch-Französische Bürgerfonds (Fonds citoyen franco-allemand – Förderung von Städtepartnerschaften) von 2020, der Deutsch-Französische Ausschuss für grenzüberschreitende Zusammenarbeit [AGZ] (Comité de Coopération transfrontalière [CCT] – gegründet als die Grenzen in der Pandemie geschlossen wurden) von 2020, und das Deutsch-Französische Zukunftswerk (Forum pour l’avenir franco-allemand – analysiert progressive soziale Bewegungen) von 2020. Außerdem wurde in der gemeinsamen Erklärung die Unterstützung für die IPCEI-Gruppen genannt, die strategische Industrieprojekte in Kerneuropa finanziert.

## Ziele
Ziel des Ministerrats ist die Debatte eines breiten Spektrums an politischen Themen zwischen den Chefs der jeweiligen Ressorts.

## Organisation
Die Vorbereitung des Rats erfolgt durch die beiden Außenminister. Beide Regierungen verfügen über einen Beauftragten für die deutsch-französische Zusammenarbeit. Diese koordinieren die Vor- und Nachbereitungen der Treffen.

## Chronik
Als erster Ministerrat zählt das Treffen am 22. Januar 2003 in Paris. Die weiteren Ministerräte waren:
- 02. Deutsch-Französischer Ministerrat am 18. September 2003 in Berlin
- 03. Deutsch-Französischer Ministerrat am 13. Mai 2004 in Paris
- 04. Deutsch-Französischer Ministerrat am 26. Oktober 2004 in Berlin
- 05. Deutsch-Französischer Ministerrat am 26. April 2005 in Paris
- 06. Deutsch-Französischer Ministerrat am 14. März 2006 in Berlin
- 07. Deutsch-Französischer Ministerrat am 12. Oktober 2006 in Paris
- 08. Deutsch-Französischer Ministerrat am 12. November 2007 in Berlin
- 09. Deutsch-Französischer Ministerrat am 09. Juni 2008 in Straubing (Deutschland)
- 10. Deutsch-Französischer Ministerrat am 24. November  2008 in Paris
- 11. Deutsch-Französischer Ministerrat am 12. März 2009 in Berlin
- 12. Deutsch-Französischer Ministerrat am 04. Februar 2010 in Paris
- 13. Deutsch-Französischer Ministerrat am 10. Dezember 2010 in Freiburg im Breisgau (Deutschland)
- 14. Deutsch-Französischer Ministerrat am 06. Februar 2012 in Paris
- 15. Deutsch-Französischer Ministerrat am 22. Januar 2013 in Berlin
- 16. Deutsch-Französischer Ministerrat am 19. Februar 2014 in Paris
- 17. Deutsch-Französischer Ministerrat am 31. März 2015 in Berlin
- 18. Deutsch-Französischer Ministerrat am 07. April 2016 in Metz (Frankreich)
- 19. Deutsch-Französischer Ministerrat am 13. Juli 2017 in Paris
- 20. Deutsch-Französischer Ministerrat am 19. Juni 2018 in Gransee (Deutschland), Schloss Meseberg[12]
- 21. Deutsch-Französischer Ministerrat am 16. Oktober 2019 in Toulouse, Südfrankreich[13]
- 22. Deutsch-Französischer Ministerrat am 31. Mai 2021 als Videokonferenzen (Berlin/Paris)
- 23. Deutsch-Französischer Ministerrat am 22. Januar 2023 in Paris[14]
- 24. Deutsch-Französischer Ministerrat am 28. Mai 2024 in Gransee (Deutschland), Schloss Meseberg[15]

Aufgrund der Bundestagswahlen entfiel der Rat im Herbst 2005, Herbst 2009 und Herbst 2013. Ins Frühjahr 2017 fielen die Präsidentschaftswahl und die Parlamentswahl in Frankreich, wodurch der nun jährliche Termin in den Juli 2017 geschoben wurde.
Aufgrund der Coronakrise wurde der Ministerrat 2020 abgesagt, und der gemeinsame Ministerrat im Mai 2021 ausschließlich per Videokonferenzen durchgeführt. Der geplante gemeinsame Ministerrat für 2022 in Fontainebleau wurde kurzfristig auf 2023 verschoben, da mit der Ukrainekrise die bilateralen Vorbereitungen noch nicht zu beschlussfähigen Positionen geführt hatten.